# Medvîn, Bohuslav
Medvîn (în ucraineană Медвин) este localitatea de reședință a comunei Medvîn din raionul Bohuslav, regiunea Kiev, Ucraina.

## Demografie
Componența lingvistică a localității Medvîn
     Ucraineană (99,33%)
     Alte limbi (0,64%)
Conform recensământului din 2001, majoritatea populației localității Medvîn era vorbitoare de ucraineană (99,33%), existând în minoritate și vorbitori de alte limbi.